# ウルグル山地
ウルグル山地（ウルグルさんち、スワヒリ語:Milima ya Uluguru、英語:Uluguru Mountains）は、タンザニア東部モロゴロ州にある山地である。

## 概要
タンザニア最大の商都であるダルエスサラームの西に位置している。山地の北側をダルエスサラームからタンガニーカ湖岸の都市キゴマ、ヴィクトリア湖岸の都市ムワンザとを結ぶタンザニア中央鉄道が通っている。山地の南側にはダルエスサラームからザンビアに向かうタンザン鉄道が通っている。
一帯では、バナナや香辛料が栽培されている。
座標: 南緯7度10分 東経37度40分 / 南緯7.167度 東経37.667度